# Ereignisrisiko
Als Ereignisrisiko wird in verschiedenen Fachgebieten die Eintrittswahrscheinlichkeit eines ungünstigen Ereignisses bezeichnet, das zu Personen-, Sach- oder Vermögensschäden führt.

## Allgemeines
Das Kompositum „Ereignisrisiko“ setzt sich aus dem Ereignis als dem Auslöser einer Veränderung einer Situation oder eines Zustands und dem Risiko als einer Verlustgefahr zusammen. Der Begriffsinhalt wird je nach Fachgebiet leicht modifiziert.
Im Katastrophen-, Krisen- und Risikomanagement ist das Ereignisrisiko das potenzielle Auftreten unerwarteter Vorfälle oder Ereignisse, die erhebliche Auswirkungen auf das Unternehmen, dessen Reputation und das Gesamtrisikoprofil haben können. Diese Ereignisse können von Betriebsunterbrechungen (Betriebsstörungen), Naturkatastrophen und politischen Unruhen bis hin zu menschlichem oder technischem Versagen, Terroranschlägen oder Cyberattacken reichen.    
Ein Ereignisrisiko wird häufig durch die Angabe einer Wahrscheinlichkeit für das ungünstige Ereignis quantifiziert. Ein Ereignisrisiko ist typischerweise mit einer kleinen Eintrittswahrscheinlichkeit verbunden, so dass das ungünstige Ereignis selten und somit unerwartet und überraschend eintritt.

## Mögliche Ereignisse
Zur Systematisierung ist es sinnvoll, zwischen internen und externen Ereignissen bei Wirtschaftssubjekten (Unternehmen, Privathaushalt, Staat nebst Staatsunternehmen) zu unterscheiden:
- Interne Ereignisse tauchen innerhalb eines Wirtschaftssubjekts auf. Hierzu gehören insbesondere Betriebsstörungen, Betriebsunterbrechungen, existenzielle Krisen (Unternehmenskrisen, Staatskrisen, Lebenskrisen), operationelle Risiken (menschliches Versagen, technisches Versagen, Rechtsrisiko) oder (bei Privatpersonen) Krankheit oder psychische Störungen.
- Externe Ereignisse wirken als Umweltzustand von außen auf die Wirtschaftseinheit ein. Hierzu gehören insbesondere Cyberattacken, höhere Gewalt, Katastrophen (Naturkatastrophen, Umweltkatastrophen), Krisen (Finanzkrisen, Wirtschaftskrisen), Marktstörungen, Marktversagen, Pandemien, Störungen der Lieferketten, politische Risiken, Umweltschäden oder Wetterereignisse.

Diese Ereignisse sind ausschließlich negative Ereignisse, die eine Veränderung der Situation oder eines Zustands verursachen und deshalb ein Ereignisrisiko darstellen.
Der Begriff des Ereignisrisikos bezeichnet das Risiko, das im möglichen Eintreten eines ungünstigen Ereignisses, z. B. eines Schadenereignisses, für eine Person, Personengruppe oder Institution besteht. 

## Begriffsentwicklung
Ereignisrisiko ist ein wissenschaftlicher Fachbegriff, der in verschiedenen Wissenschaftszweigen mit leicht unterschiedlicher Bedeutung verwendet wird. Er bezeichnet das Risiko, das mit dem möglichen und häufig überraschenden Auftreten eines ungünstigen Ereignisses, z. B. eines Schadenereignisses, für eine Person, eine Personengruppe oder eine Institution verbunden ist. Dabei kann die ungünstige Auswirkung in gesundheitlichen Schäden, in Vermögensschäden oder in der Verfehlung wirtschaftlicher Ziele bestehen.
Häufig lassen sich quantifizierbare Risiken in zwei Komponenten zerlegen, eine erste Komponente – das Ereignisrisiko –, die das mögliche Eintreten des schadenauslösenden Ereignisses charakterisiert, und eine zweite Komponente, die die zufällige Höhe des entstehenden Schadens charakterisiert, falls das schadenauslösende Ereignis eingetreten ist. Diese zweite Komponente kann als Schadenrisiko oder Verlustrisiko bezeichnet werden. Beispielsweise heißt im Bankwesen bei der Kreditrisikoquantifizierung die erste Komponente Ausfallrisiko, das durch die Ausfallwahrscheinlichkeit (englisch default probability) gemessen wird, und die zweite Komponente ist die Schadenhöhe bei Ausfall oder der Verlust bei Ausfall (englisch loss given default), die mit einer Wahrscheinlichkeitsverteilung die Höhe des Verlustes modelliert, der entsteht, falls es zu einem Kreditereignis gekommen ist. 
Bei der Einschätzung einer Hochwasserkatastrophe „können die beiden Komponenten des Eintretens des Ereignisses und der Beurteilung des daraus entstehenden Schadens in einer Gemeinde unterschieden werden. Man kann sich vorstellen, dass die Abschätzung der ersten Komponente die Aufgabe einer Arbeitsgruppe mit führender Beteiligung von Meteorologen und Hydrologen ist, während für die Abschätzung der Schadenhöhe bei Eintritt des Schadenfalls eine Arbeitsgruppe mit Spezialisten für Immobilienbewertung, für Verkehrs- und Infrastruktureinrichtungen erforderlich ist.“ Das Ereignisrisiko wird durch die Angabe einer Wahrscheinlichkeit quantifiziert, die entweder als subjektive Wahrscheinlichkeitsschätzung von Experten oder datenbasiert mit Hilfe statistischer Methoden gewonnen wird.
Bei einem zeitkontinuierlichen Prozess entspricht dem Konzept der Wahrscheinlichkeit für das Auftreten eines Ereignisses in einem Zeitintervall die Betrachtung der Intensitätsrate (Hazardrate) des Auftretens eines ungünstigen Ereignisses. Daher wird in der statistischen Ereigniszeitanalyse, die auch Verlaufsdatenanalyse genannt wird, der Begriff Ereignisrisiko auch für die Intensitätsrate des Auftretens eines ungünstigen Ereignisses verwendet: „Die zunehmende Kurve  [...] charakterisiert einen Prozeß, in dem das Ereignisrisiko im Zeitablauf zunimmt. Beispiele: Steigende Mortalitätsrate mit zunehmendem Alter (englisch positive aging) oder erhöhte Störanfälligkeit älterer Maschinen (wear out).“
Der Risikoforscher Terje Aven charakterisiert den Risikobegriff durch drei Komponenten A, C und U. Dabei steht A für das Ereignis, C (englisch consequences, „Folgen“) für die Ereignisfolgen und U (englisch uncertainty, Ungewissheit) für  die Unsicherheit, die A und C betrifft. Bei einer Zerlegung des durch  (A,C,U) repräsentierten Risikos in die beiden Komponenten (A,U) und (C,U|A) heißt die erste Komponente Ereignisrisiko (englisch event risk) und die zweite Komponente Vulnerabilität (englisch vulnerability), wobei 'U|A' die Unsicherheit gegeben das Ereignis A bezeichnet.
Außerhalb des Wissenschaftsbereichs wird der Begriff Ereignisrisiko kaum verwendet.

## Gesundheitliche Ereignisrisiken

### Ereignisrisiko als Wahrscheinlichkeit einer Erkrankung
In der medizinischen Fachliteratur bezeichnet Ereignisrisiko beispielsweise die Wahrscheinlichkeit für das Auftreten einer schweren Erkrankung oder für einen Todesfall nach einer Behandlung oder Operation:
- „Koronare Herzerkrankung. Erhöhtes Interleukin 6 steigert Ereignisrisiko in Abhängigkeit von der Nierenfunktion“[8]
- „Studienergebnisse deuten darauf hin, dass die Senkung der Blutglukosespiegel bei Diabetes langfristig das kardiovaskuläre Ereignisrisiko reduzieren kann [...].“[9]
- „Morphologie und Echoverhalten in der B-Bild-Sonografie [...] können Hinweise auf das Ereignisrisiko einer Karotisstenose geben.“[10]
- „Im Bereich der Sekundärprävention ist ein hohes Ereignisrisiko definiert, [sic] als eine kardiale Sterblichkeitsrate von >3 % pro Jahr und ein niedriges Ereignisrisiko als eine kardiale Sterblichkeitsrate <1 % pro Jahr.“[11]

### Ereignisrisiko als Wahrscheinlichkeit einer Verletzung durch Unfall
- „Dem Statistischen Bundesamt folgend weisen Unfallverletzungen ein Ereignisrisiko von 0,6%, Verletzungen durch Verkehrsunfälle eins [sic] von 0,4744% auf.“[12]

## Wirtschaftliche Ereignisrisiken

### Ereignisrisiko als spezielles Kursänderungsrisiko
- „Unter dem Ereignisrisiko versteht man das Risiko, dass sich der Kurs eines zinstragenden Instrumentes oder einer Aktie im Vergleich zur generellen Marktentwicklung abrupt ändert.“[13] Hierfür hat sich als Präzisierung der Begriff des Kursrisikos durchgesetzt.
- „Das Ereignisrisiko basiert auf einem zufälligen Ereignis, das zu starken Kursbewegungen führt. Dies könnte z. B. eine Übernahme, ein Betrug, ein Konkurs, eine Sammelklage usw. sein.“[14]
- „US-Wahl teuerstes Ereignisrisiko in Geschichte der VIX-Futures“[15]

### Ereignisrisiko als spezielles operationelles Risiko
- „Operationelle Risiken umfassen einerseits operative Risiken, andererseits strategische Risiken [...]. In Abgrenzung zu den operativen Risiken umfassen die strategischen Risiken Investitionsrisiken und Ereignisrisiken. Unter Investitionsrisiken werden Entscheidungen bezüglich Investitionen in z. B. Produkte oder Geschäftsfelder verstanden. Dagegen umfassen die Ereignisrisiken sämtliche rechtliche und regulatorische Risiken und Katastrophenrisiken.“[16]
- „Katastrophenrisiken; die externen Ereignisrisiken umfassen sowohl natürliche als auch künstliche Katastrophenrisiken. Die Gefahr von Umwelteinflüssen, wie bspw. Brände, Blitzeinschläge, Erdbeben, Stürme, Sturzfluten oder Überschwemmungen, wird dabei als natürliches Katastrophenrisiko bezeichnet. Derartige Naturkatastrophen geschehen ohne die bewusste Einwirkung von Dritten. Das künstliche Katastrophenrisiko zeigt sich dagegen insbesondere bei einem Banküberfall, einer Geiselnahme, einer Brandstiftung oder einem Terroranschlag.“[17]

### Ereignisrisiko als spezielles Länderrisiko
- Kreditbezogene Ereignisrisiken „sind insbesondere das Transferisiko und das Kreditereignisrisiko. [...] Unter dem Kreditereignisrisiko versteht man das Risiko, dass sich infolge der Krise die wirtschaftlichen Bedingungen derart verschlechtern, dass es in dem betroffenen Land (oder auch in weiteren Ländern) zu einer Erhöhung der Ausfallwahrscheinlichkeiten der Schuldner (und/oder zu einer Erhöhung der Verlustraten im Schadensfall) kommt. Marktbezogene Ereignisrisiken betrachten den potenziellen Wertverfall von Handelsportfolios unter Berücksichtigung von Prognosen über Aktienpreise, Währungskurse und Zinsen des betroffenen Landes.“[18]

## Ereignisrisiko im weiteren Sinn
Von einigen Autoren wird der Begriff Ereignisrisiko in einem weiteren Sinn für Risiken mit seltenen Auswirkungen verwendet, als Abgrenzung zu Risiken, die sich laufend mit unterschiedlich hohen Auswirkungen realisieren. Bei dieser Verwendung des Begriffs Ereignisrisiko wird nicht nur die Komponente, die das Eintreten des Schadenereignisses charakterisiert, sondern auch die Komponente, die die Schadenshöhe charakterisiert, als Ereignisrisiko bezeichnet.
- Im Risikomanagement wird zwischen sich kontinuierlich äußernden Schwankungsrisiken und  Ereignisrisiken mit seltenen und unerwarteten Auswirkungen unterschieden: „Gegenüber einem Schwankungsrisiko besitzt ein Ereignisrisiko neben der volatilen Auswirkung bei einer Realisierung des Risikos auch eine Wahrscheinlichkeit bzw. Häufigkeit, mit der das Risiko eintreten bzw. auftreten kann. Ein Ereignis, das mit einer Eintrittswahrscheinlichkeit von 10 % bewertet wird, verursacht auch mit den erwarteten 90 % keine Auswirkung.“[19]
- In der Unternehmensplanung werden Planungsrisiken, die sich kontinuierlich in unterschiedlichem Ausmaß auswirken, und Ereignisrisken, bei denen das unerwartete Auftreten eines Schadenereignisses mit kleiner Wahrscheinlichkeit im Vordergrund steht, unterschieden: „Dieser Risikobegriff [...] unterscheidet zwischen Ereignisrisiken, das heißt, Risiken, die das Unternehmen mit einer bestimmten, typischerweise geringen Wahrscheinlichkeit treffen können und dann eine bestimmte Wirkung haben, und Unsicherheiten bzw. Planungsrisiken, das heißt, Risiken, die konstant vorhanden und nur hinsichtlich ihrer Wirkung unbestimmt sind.“[20]
- Im Rahmen der strategischen Unternehmensplanung werden Verteilungsrisiken und Ereignisrisiken unterschieden: „Strategische Verteilungsrisiken stellen einen kumulierten Risikotyp dar, der eine Vielzahl einzelner, nicht unterscheidbarer Risiken in Form einer Verteilung angibt. Im Gegensatz dazu drücken strategische Ereignisrisiken die Gefahr des Eintritts einzelner, deutlich unterscheidbarer und strategisch bedeutsamer Ereignisse aus.“[21]

## Technische Ereignisrisiken
Alle Geräte, Maschinen, technischen Anlagen und technischen Systeme weisen ein technisches Risiko auf, das in deren Fehlfunktion oder deren Ausfall im Vergleich zu den technischen Daten als Sollwerten bestehen kann. Durch das Mensch-Maschine-System spielen hierbei auch Bedienungsfehler eine Rolle.

## Andere Verwendungen
Manchmal wird der Begriff Ereignisrisiko in einem allgemeineren Sinn für die Wahrscheinlichkeit eines Ereignisses verwendet, ohne dass mit dem Eintritt des Ereignisses negative Folgen verbunden sind. „Wenn eine erste Ausbildung oder ein erstes Studium (= erste Bildungsaufnahme) aufgenommen wird, dann nimmt das Ereignisrisiko zu, in das Kerngebiet zu ziehen.“
In der englischen Sprache bezeichnet event risk meistens das Ereignisrisiko im Sinn dieses Artikels. Es ist aber auch ein Begriff für Risiken, die mit Veranstaltungen (englisch events) verbunden sein können.